# 여수시청
여수시청(麗水市廳)은 여수시의 행정을 총괄한 기초자치단체로 여수시장은 지방정무직공무원으로 보한다. 전라남도 여수시 학동에 위치하고 있다.

## 조직

### 여수시장

#### 부시장
- 공보담당관
- 감사담당관
- 직소민원담당관

##### 자치행정국
- 총무과
- 회계과
- 체육지원과
- 민원지적과
- 재난관리과

##### 기획경제국
- 기획예산과
- 세무과
- 지역경제과
- 투자유치과
- 정보통신과

##### 환경복지국
- 사회복지과
- 가정복지과
- 기후환경과
- 도시미화과
- 매립장관리과

##### 해양관광수산국
- 관광과
- 해양항만과
- 수산경영과
- 어업생산과

##### 건설교통국
- 도시계획과
- 건설과
- 도로과
- 건축과
- 교통행정과

## 소속기관
- 중부민원출장소
- 여수시보건소
- 여수시농업기술센터

### 사업단
- 세계박람회지원단
- 도심개발사업단
- 교육문화사업단
- 상하수도사업단

## 사건·사고 및 논란

### 여수시청 살인사건 괴담
2012년 9월 24일 인터넷과 SNS를 통해 급속도로 확산되고 있는 일명 ‘여수시청 살인사건’ 루머에 대해 여수경찰서는 유언비어를 날조한 유포자를 색출하여 엄정 사법 처리할 방침이라고 밝혔다. 괴 소문은 여수시청 뒤편 공원에서 장기가 적출된 시체가 발견됐다는 것으로 각종 포털 사이트에는 ‘여수시청 살인사건’ 검색어가 등장하고, 트위터와 페이스 북, 카카오 톡 등 SNS를 통해 괴 소문이 급속도로 확산되었다.
이에 대해 여수시청 관계자는 “경찰수사 결과 전혀 근거 없는 허위사실로 드러났다”며, “박람회 개최로 국제 사회의 주목을 받고 있는 여수시가 근거 없는 유언비어로 인해 곤혹스러운 상황”이라고 말했다.

### 여수시청 8급 공무원 100억원대 추정 횡령
2012년 10월 10일 광주지방검찰청 순천지청은 여수시청 회계과에서 세입세출외 현금출납 업무를 맡고 있는 김모(47)씨를 공금횡령 혐의로 긴급 체포했다. 김씨는 차 안에 연탄불을 피워놓고 부인과 함께 자살을 시도하다 미수에 그쳤다. 김씨는 10월 8일 밤 여수시 화양면 화동일 화양농동단지에서 수면제를 먹은 뒤 승용차 안에 연탄불을 피워놓고 자살을 기도하다 구조됐으며 부인은 광주 모대학병원으로 후송돼 치료를 받고 있다.
2012년 10월 15일 광주지방검찰청 순천지청은 20억원대의 공금을 빼돌린 혐의(공금횡령)로 여수시청 회계과 8급 공무원 김모씨(47)를 구속했다. 이번 사건과 관련하여 전국공무원노동조합 여수시지부는 성명을 내고 “이번 공금 횡령 비리사건은 공직내부의 비리로써 공직사회 개혁과 부정부패 척결의 사명을 감당하지 못한데서 비롯된 것으로 책임을 통감하며 시민에게 머리 숙여 사과한다”고 밝혔다. 이어 “이번 공금횡령 사건은 대부분 열심히 일하는 시 공무원 전체의 사기저하와 허탈감을 안겨 줬고 막노동으로 하루 벌어 한끼 때우기조차 힘든 가난하고 소외된 이웃과 희망을 꿈꾸며 정의롭게 살아가는 시민들에게 신뢰감을 떨어뜨린 용서받지 못할 일이다”고 강조했다.
2012년 10월 18일 정병재 여수시 부시장은 시청에서 기자회견을 열고 “시청 직원의 거액 횡령사건이 발생한 데 대해 김충석 여수시장이 오는 22일 공식 사과를 할 것”이라고 전했다.
2012년 10월 22일 김충석 여수시장이 여수시청 대회의실에서 기자들과 시민사회단체 관계자 등 100여 명이 참석한 가운데 기자회견을 열고 "여수시청의 수장으로서 많은 실망과 걱정을 끼쳐드린 점에 대해 진심으로 사과한다"며 진화에 나섰다.
이에 댛 주민 최모씨는 "여수시장의 기자회견을 지켜보니 직원의 개인비리로만 몰아붙이고 있는 느낌"이라며 "김씨의 범행사실이 탄로난지 10여일이 지났는데도 아직까지 정확한 진상을 파악하지 못한 여수시청이 한심스럽다"고 비난했다.
한편, 감사원은 직원 5명으로 구성된 전담반을 추가 투입해 김씨가 맡았던 세입세출 외에 여수시청의 모든 현금 업무를 담당한 부서에 대해서도 확대 조사에 들어갔다. 또 전라남도청 감사실도 감사인력을 파견해 여수시청에 대한 전반적인 현황파악에 들어갈 방침인 것으로 전해졌다.
2012년 10월 25일 광주지방검찰청 순천지청과 여수시청에 따르면 여수시청 8급 김모씨(47)가 횡령한 액수는 당초 20억원대에서 수사를 하는 과정에서 잠정 75억원으로 크게 늘었다. 김씨는 2002년부터 3년간 회계업무를 보다가 1년을 다른 부서에서 근무한 뒤 2007년 7월 회계과에 복귀, 2012년까지 근무해 회계과에서만 6년2개월을 보냈다.
김씨의 범행 수법은 동료 직원 급여 가로채기, 세무서에 보낼 전직원들의 근로소득세금 중간 착복, 여수시청이 발행한 여수상품권의 환급금 부풀려 빼돌리기 등이다. 동료 급여 가로채기는 퇴직이나 전출된 동료들의 명단을 파악, 가짜 급여계좌를 만든 뒤 시금고인 농협에 찾아가 급여계좌가 변경됐다고 신고하고 급여를 몽땅 가로챈 것으로 이 급여 횡령액이 무려 50억원대에 달한 것으로 알려졌다. 또한 시청 직원들이 급여에서 원천징수하는 근로소득세 징수액을 과다 계상, 남은 차액을 챙겼다. 세무서에 보낼 근로소득세 착복은 세무서에 근로소득세 총액을 낮춰서 보고한 뒤 이체를 하고 차액을 자신의 차명계좌로 빼돌렸다. 여수상품권의 경우 가상의 가맹점을 만들어 거짓으로 상품권 판매대금을 결제한 뒤 이를 다른 차명계좌로 이체했으며 이 돈은 20억원대 정도로 추정됐다. 이같이 다양한 수법으로 돈을 빼돌리기 위해 차명계좌도 100여개 이상을 개설한 것으로 파악됐다.
한편 김씨를 면회하고 온 지인 A씨는 뉴스1과의 전화 통화에서 "김씨가 '아내가 계와 사채놀이로 돈을 다 썼기 때문에 남은 돈이 한 푼도 없다'고 대답했다"고 밝혔다. 또한 A씨는 "김씨가'어디에 숨겨 놓은 돈이 있으면 내가 죽을려고 자살을 시도했겠느냐'고 반문하며 정색을 했다"고 전했다.

## 같이 보기
- 여수광양항만공사
- 여수수산대학교(現 전남대학교)
- 여수세계박람회